# Citom
A citom a(z emberi) szervezet sejtjeinek és sejtrendszereinek teljes strukturális és funkcionális biológiai komplexitása. Más megfogalmazás szerint a fiziológiai folyamatok szintjét megalapozó, komplex és dinamikus (strukturális és funkcionális) sejtszintű folyamatok összessége. Leírja egy szervezet sejtszintű diverzitásának strukturális és funkcionális heterogenitását. A citomokat tanulmányozó rendszerbiológiai részterületet citomikának nevezik.
A Humán Citom Projekt (Human Cytome Project) az emberi szervezet feltárása a citom szintjén. 2004. április 7-én, egy Focus on Microscopy (FOM) című philadelphiai találkozón hangzott el először a Human Cytome Project gondolata.